# Диас, Исидоро
Исидо́ро Ди́ас Мехи́я (исп. Isidoro Díaz Mejía; род. 14 марта 1940 года, Акатлан-де-Хуарес, Мексика) — мексиканский футболист, полузащитник. Участник чемпионатов мира 1962, 1966 и 1970 годов в составе национальной сборной Мексики.

## Клубная карьера
Исидоро Диас родился в городе Акатлан-де-Хуарес, долгое время он занимался плаванием и даже стал чемпионом мира по плаванию вольным стилем. Однако в конечном счёте Исидоро выбрал футбол, начав карьеру в местной любительской команде под названием «Клуб Сосьяль и Депортиво Хуарес». Там он был замечен одним из скаутов клуба «Гвадалахара» и в возрасте семнадцати лет перешёл в новый клуб, где сразу же был включён в первую команду аргентинским тренером Хосе Марией Касулло. В чемпионате Мексики дебютировал в 1955 году в матче против «Сакапатека» (0:3). В течение следующих нескольких лет он был ключевым игроком в успешной команде «Гвадалахара», считающейся лучшей в истории клуба и названной «Кампеонисимо». Первоначально он играл на левом фланге в своём клубе, но позже долгое время выступал на правом фланге, поддерживая своими передачами легендарный дуэт нападающих, созданный Эктором Эрнандесом и Сальвадором Рейесом.
В сезоне 1956/1957 Диас выиграл с «Гвадалахарой» первый чемпионат Мексики в своей карьере и в истории клуба, в том же году также одержал победу в национальном суперкубке («Чемпион чемпионов»). Он повторил этот результат как два года спустя, в сезоне 1958/1959, так и в 1959/1960 году. В сезоне 1960/1961 он в третий раз подряд выиграл с командой, возглавляемой Хавьером де ла Торре, одновременно чемпионат и трофей «Чемпион чемпионов», а в 1961/1962 в четвёртый раз подряд и в пятый в целом завоевал титул чемпиона Мексики, а также принял участие в матче за трофей «Чемпион чемпионов». Затем он также одержал победу в первом розыгрыше самого престижного соревнования Северной Америки — Кубка чемпионов КОНКАКАФ. В сезоне 1962/1963 он стал вице-чемпионом Мексики, выиграл национальный кубок и принял участие в матче за трофей «Чемпион чемпионов». В том же году Диас также вышел в финал Кубка чемпионов КОНКАКАФ, а в сезоне 1963/1964 выиграл следующий чемпионат Мексики и трофей «Чемпион чемпионов».
В сезоне 1964/1965 Диас завоевал свой седьмой и последний титул чемпиона Мексики и шестой «Чемпион чемпионов» со своей командой. Последним достижением футболиста в составе клуба стал выход в финал национального кубка в сезоне 1966/1967. В целом Диас провёл в «Гвадалахаре» тринадцать лет, выиграв за это время пятнадцать трофеев, и считается одной из величайших легенд в истории клуба. В 1968 году он отправился в клуб «Леон», где провёл два сезона, но в его составе не завоевал никаких трофеев. Позже, также без достижений, Исидоро выступал в клубе «Халиско», где провёл всего один год из-за проблем с руководством команды. Всего в высшем дивизионе он провёл более 500 матчей, забив около 75 голов в них. Он решил завершить свою футбольную карьеру в возрасте 34 лет в качестве игрока второго дивизиона «Наукальпан».
Эксперты описывают Диаса как элегантно играющего и проворного вингера, отличающегося отличными навесами и равновесием и способного запутать противника даже простым манёвром. Он очень хорошо исполнял стандартные положения: многие голы были забиты после выполнения им свободных и угловых ударов. Благодаря своей креативности и тактическому мышлению Диас был постоянно задействован в построении атак своей команды, в связи с чем его позже перевели с позиции вингера на позицию центрального полузащитника, на которой он выступал в более поздние годы своей карьеры. Он считается легендой мексиканского футбола и одной из крупнейших звёзд местного футбола в 1960-х годах. Во время игры в футбол, в 1968—1970 годах, Диас был избран мэром своего родного города Акатлан-де-Хуарес, представляя на выборах Институционно-революционную партию.

## Карьера в сборной
В 1960 году Диас был вызван тренером Игнасио Трельесом на Панамериканский чемпионат, в ходе которого дебютировал в сборной Мексики 19 марта в матче против Коста-Рики (3:0) и также забил свой первый гол за сборную. Его команда заняла третье место на этом турнире. Позже Исидоро сыграл в отборочном турнире чемпионата мира 1962 года, во время которого отметился забитым мячом в ворота США (3:0). В 1962 году он был включён в заявку сборной на чемпионат мира в Чили, где был бесспорным игроком стартового состава, отыграв все три матча: против Бразилии (0:2), Испании (0:1) и Чехословакии (3:1). Кроме того, Диас также забил в последнем из этих матчей, который завершился первой в истории чемпионата мира победой мексиканской сборной. Несмотря на это, он и его команда завершили своё участие в турнире уже в групповом этапе. В 1963 году он был вызван тренером Арпадом Фекете на чемпионат наций КОНКАКАФ, где также появился во всех трёх матчах, забив два гола в поединке с Ямайкой (8:0), но его команда выбыла из турнира в первом раунде.
Несколько месяцев спустя Диас также принял участие в успешно завершившемся отборочном турнире чемпионата мира 1966 года, в котором забил пять мячей: три в матче против Ямайки (8:0) и по одному в матчах против Гондураса (1:0) и США (2:0). В 1965 году он был включён в заявку на следующий чемпионат наций КОНКАКАФ, где сыграл во всех пяти встречах и забил гол в матче против Сальвадора (2:0), а его команда, наконец, одержала победу на этом соревновании. В 1966 году Диас был вызван Трельесом на чемпионат мира в Англии, на котором, как и четыре года назад, был основным игроком своей команды и отыграл все три матча: с Францией (1:1), Англией (0:2) и Уругваем (0:0), на этот раз не сумев отметиться забитыми мячами, а мексиканцы снова выбыли из чемпионата мира после группового этапа. В 1968 году он забил первый гол в товарищеском матче против Бразилии (в составе которой играли Пеле, Жаирзиньо, Карлос Алберто и Роберто Ривелино), прошедшем 31 октября на Маракане, который в итоге закончился победой его команды со счётом 2:1, что стало первой победой мексиканцев над бразильцами в официальном матче.
В 1970 году Диас был вызван тренером Раулем Карденасом на чемпионат мира в Мексике, который был уже третьим чемпионатом мира, в котором он принимал участие. Исидоро был самым опытным игроком своей команды, но сыграл лишь второстепенную роль, появившись на поле только в последней встрече, четвертьфинале с Италией (1:4), Мексиканцы, которые были хозяевами турнира, впервые в истории смогли выйти из группы на чемпионате мира, в которой они заняли второе место, но вскоре покинули турнир на стадии четвертьфинала. Сам Диас, для которого соревнование стало последним в национальной сборной, провёл в её составе 68 игр, в которых забил 16 голов.

## Голы за сборную
| #  | Дата            | Место                    | Противник    | Результат | Счёт | Соревнование                           |
| -- | --------------- | ------------------------ | ------------ | --------- | ---- | -------------------------------------- |
| 1  | 19 марта 1960   | Сан-Хосе, Коста-Рика     | Коста-Рика   | 2:0       | 3:0  | Панамериканский чемпионат 1960         |
| 2  | 26 июня 1960    | Мехико, Мексика          | Нидерланды   | 2:0       | 3:1  | Товарищеский матч                      |
| 3  | 13 ноября 1960  | Мехико, Мексика          | США          | 3:0       | 3:0  | Отборочный турнир чемпионата мира 1962 |
| 4  | 7 июня 1962     | Винья-дель-Мар, Чили     | Чехословакия | 1:1       | 3:1  | Чемпионат мира 1962                    |
| 5  | 28 марта 1963   | Санта-Ана, Сальвадор     | Ямайка       | 2:0       | 8:0  | Чемпионат наций КОНКАКАФ 1963          |
| 6  | 28 марта 1963   | Санта-Ана, Сальвадор     | Ямайка       | 6:0       | 8:0  | Чемпионат наций КОНКАКАФ 1963          |
| 7  | 28 февраля 1965 | Сан-Педро-Сула, Гондурас | Гондурас     | 1:0       | 1:0  | Отборочный турнир чемпионата мира 1966 |
| 8  | 12 марта 1965   | Мехико, Мексика          | США          | 1:0       | 2:0  | Отборочный турнир чемпионата мира 1966 |
| 9  | 28 марта 1965   | Гватемала, Гватемала     | Сальвадор    | 1:0       | 2:0  | Чемпионат наций КОНКАКАФ 1965          |
| 10 | 7 мая 1965      | Мехико, Мексика          | Ямайка       | 3:0       | 8:0  | Отборочный турнир чемпионата мира 1966 |
| 11 | 7 мая 1965      | Мехико, Мексика          | Ямайка       | 4:0       | 8:0  | Отборочный турнир чемпионата мира 1966 |
| 12 | 7 мая 1965      | Мехико, Мексика          | Ямайка       | 8:0       | 8:0  | Отборочный турнир чемпионата мира 1966 |
| 13 | 31 октября 1968 | Рио-де-Жанейро, Бразилия | Бразилия     | 1:0       | 2:1  | Товарищеский матч                      |
| 14 | 15 февраля 1970 | Мехико, Мексика          | Болгария     | 1:0       | 1:1  | Товарищеский матч                      |
| 15 | 22 апреля 1970  | Мехико, Мексика          | Румыния      | 1:1       | 1:1  | Товарищеский матч                      |
| 16 | 29 апреля 1970  | Леон, Мексика            | Эквадор      | 3:2       | 4:2  | Товарищеский матч                      |

## Достижения
Гвадалахара
- Чемпионат Мексики (7): 1956/1957, 1958/1959, 1959/1960, 1960/1961, 1961/1962, 1963/1964, 1964/1965
- Кубок Мексики: 1962/1963
- Чемпион чемпионов Мексики (6): 1957, 1959, 1960, 1961, 1964, 1965
- Кубок чемпионов КОНКАКАФ: 1962
- Финалист Кубка чемпионов КОНКАКАФ: 1963

 Мексика
- Чемпионат наций КОНКАКАФ: 1965